# 鋼の錬金術師2 赤きエリクシルの悪魔
『鋼の錬金術師2 赤きエリクシルの悪魔』（はがねのれんきんじゅつしツー あかきエリクシルのあくま）は、2004年9月22日にPlayStation 2で発売されたゲームソフトである。

## 概要
『鋼の錬金術師』のPS2ゲーム第2作目で、前作が原作のサイドストーリーだったのに対して、本作では原作初期のIFストーリーで進行していく。第4章まではその通りだが、第5章からは完全なオリジナルストーリーとなる。また、随所にファンサービスも多く見られる。

## ストーリー
賢者の石を求めて旅に出たエルリック兄弟は、旅の途中で「奇跡の業」の噂を聞く。賢者の石の存在を感じたエドとアルのふたりは、砂漠の街リオールへと向かい、そこでひとりの女性と出会う。彼女は赤い石のついた指輪を無言で渡し、まるで消えるようにいなくなる。

## 登場人物

### 主要人物
エドワード・エルリック
声 - 朴璐美
本作の主人公。12歳にして“鋼”の二つ名を授けられた天才国家錬金術師。禁忌を犯したことで右腕と左腕を失い、機械鎧を身につける生活を余儀なくされる。弟・アルの身体を取り戻すために「賢者の石」を求め諸国を旅する。
アルフォンス・エルリック
声 - 釘宮理恵
兄・エドと共に禁忌を犯したことで、身体の全てを失う。現在は兄の錬金術により、鎧に魂を定着させた状態。心優しい性格の持ち主で、気丈に振舞う兄を誰よりも理解しており、時には宥め役ともなる。
ウィンリィ・ロックベル
声 - 豊口めぐみ
本作のヒロイン。エルリック兄弟の故郷・リゼンブールに住む義肢装具師。兄弟とは幼馴染。両親を内乱で亡くしているが、常に元気で明るい性格をしている。
ロイ・マスタング
声 - 大川透
“焔”の二つ名を授けられた国家錬金術師で、地位は大佐。東方司令部を統括しており、部下からの信頼も厚い。野心家でもある。
アレックス・ルイ・アームストロング
声 - 内海賢二
“豪腕”の二つ名を授けられた国家錬金術師。地位は少佐。筋骨隆々の巨漢で、個性的な髪型がトレードマーク。
リザ・ホークアイ
声 - 根谷美智子
地位は中尉。銃器の扱いに長けており、性格はまさに冷静沈着。ロイの業務をサポートする他、護衛役も担っている。
ジャック・クロウリー
声 - 飛田展男
“銀弾”の二つ名を授けられていた元国家錬金術師。目的のためには手段を選ばない性格が災いし、資格を剥奪されている。
アーレン・グロースター
声 - たてかべ和也（青年時代 - 最上嗣生）
ボードワンに住む初老の老古学者。50年ほど前にクロウリーと出会い、レビス文明の研究を始めた。

### その他の人物
マース・ヒューズ
声 - 藤原啓治
地位は中佐。家族思いな性格で、仕事場でも娘の課題で周囲を和ませる軍部のムードメーカー的存在。
ジャン・ハボック
声 - 松本保典
地位は少尉。常にタバコを吹かす愛煙家。飄々とした性格で楽観的。
エルマ
声 - 岡村明美
レト神殿内でエドとアルの前に現れた謎の女性。エドに一つの指輪を託し、姿を消してしまう。民族衣装を思わせる服装をしている。
ファントム
声 - 岡村明美
全身の至るところに鱗のような模様があり、背中には魚のヒレ状のものが生えた爬虫類のような姿の女性。エドとアルの前に度々現れては襲いかかってくる。正体はエルマで、ゴーレムの姿になっている。

## 主題歌
「†Wishing†」
歌・作詞 - 森直子 / 作曲 - 佐藤智彦